# Dexicrate
Flavio Dexicrate (latino: Flavius Dexicrates; fl. 503) è stato un politico bizantino, console nel 503.